# Salineiro
Salineiro és una vila al sud de l'illa de Santiago a l'arxipèlag de Cap Verd. Està situada a 2 kilòmetres al nord de Cidade Velha i a 12 kilòmetres al nord-oest de Praia. En 2010 tenia 1.113.
Salineiro està també situat hairebé al sud-oest de João Varela, i al nord-est de Porto Gouveia. Deu el seu nom a les salines que hi havia a la zona. Està connectada amb Caminho de Ribeira Grande de Santiago que comença a Cidade Velha i acaba a la frontera municipal de São Domingos.
En les dècades de 1990 i 2000, el poble era format per la plaça, i des del 2001 s'ha eixamplat la zona edificada cap al nord, sud-est i sud-oest.
La construcció del 'Barragem de Salineiro fou iniciada en 2011 i acabada el 30 de juny de 2013, es troba aproximadament a 1 kilometre al nord de Ribeira Grande de Santiago. L'embassament va d'est a oest, però amb una orientació de 10-15 graus d'angle nord. Forma un petit embassament de la presa de Salineiro, a diferència dels embassaments de la zona nord de l'illa, que són predominantment secs. Salineiro és un dels dos dipòsits de Cap Verd, l'altre és a Canto de Cagarra which, al nord de l'illa de Santo Antão a Ribeira da Garça.